# Michael Mancuso
Michael Mancuso, conosciuto coi nomi "Mickey Mouse" e "The Nose" (New York, 18 luglio 1955), è un mafioso statunitense, dal 2013 padrino della famiglia mafiosa Bonanno, una delle Cinque Famiglie della città di New York.

## Biografia
Nel 2004, all'epoca già facente parte dei Bonanno, venne promosso vice dall'allora boss Vincent Basciano.
Quel novembre Vincent Basciano venne arrestato e Mancuso divenne il boss dei Bonanno, causando il malcontento di Basciano che nel 2006, direttamente dal carcere ne ordino l'omicidio, omicidio che non andò a termine.
Nel dicembre 2008 Mancuso venne condannato a 15 anni di prigione e venne rinchiuso nel "Federal Correctional Institution" di Edgefield, dove continuò a comandare la Famiglia dalla cella tramite il suo vice Thomas Di Fiore, fino al suo rilascio datato 12 marzo 2019.